# Дубарбьер, Себастьян
Себастьян Ракан Дубарбьер Брушини (исп. Sebastián Rakán Dubarbier Bruschini; род. 19 февраля 1986, Ла-Плата, Буэнос-Айрес, Аргентина) — аргентинский футболист, защитник.

## Карьера
Родился в городе Ла-Плата в провинции Буэнос-Айрес. Футболом начинал заниматься в клубе из родного города «Химнасия». С 2006 года выступает за основной состав клуба. Всего за «Эль Лобо» провёл 21 матч. В 2007 году переходит в клуб «Олимпо», за который провёл всего 11 матче.
В январе 2008 года румынский клуб «ЧФР Клуж» объявил о подписании контракта с Дубарбьером. Первый гол за клуб забил на 63-й минуте в своем дебютном матче против клуба «Отопени» через две минуты после выхода на замену вместо Диди. В составе клуба становился чемпионом Румынии, двукратным победителем Кубка Румынии, победителем Суперкубка Румынии, а также в 2008 году признан лучшим иностранным футболистом Лиги I. Всего за клуб провёл 57 матчей и забил 11 голов.
В 2010 году подписывает контракт с клубом Лиги 1 «Лорьян». Дебютировал за клуб в матче против «Ниццы» 20 февраля 2010 года. 28 марта 2010 года в матче с клубом «Сент-Этьен» забил свой первый гол с передачи Арнольда Мвуембы.
В сезоне 2010/11 перестал попадать в состав клуба и был отправлен в аренду в клуб Сегунды «Тенерифе» до конца сезона. Дебютировал в составе клуба в матче против клуба «Лас-Пальмас» выйдя на замену на 60-й минуте матча вместо Даниеля Нгом Кома 23 января 2011 года. Единственный гол забил в ворота «Вальядолида» на 16 минуте матча 14 мая 2011 года.
Сезон 2011/12 начинал в «Лорьян 2» выступавший во 2 Национальном дивизионе, провёл 4 матча. За основной клуб провёл только 15 минут в матче против клуба «Эвиана». Во второй половине сезона отправился в аренду в клуб Сегунды «Кордоба». За клуб дебютировал 4 февраля 2012 года против «Альмерии». Первый гол забил в матче Сегунды против клуба «Химнастик» 11 мая 2012 года. В августе 2012 года Себастьян подписал постоянный контракт с клубом. Всего за клуб провёл 53 матча и забил 3 гола.
28 июня 2013 года Себастьян переходит в клуб Ла Лиги «Альмерия». Дебютировал в высшей лиге Испании в матче против «Вильярреала» 19 августа.

## Достижения

### Клубные
- Чемпион Румынии: 2007/08
- Победитель Кубка Румынии (2): 2007/08, 2008/09
- Победитель Суперкубка Румынии: 2009

### Индивидуальные
- Лучший иностранный футболист Чемпионата Румынии: 2008